# Naor Abudi
Naor Abudi (in ebraico נאור עבודי‎?; Kiryat Shmona, 17 luglio 1993) è un calciatore israeliano, centrocampista del Dimona.

## Palmarès

### Club

#### Competizioni nazionali
- Coppa d'Israele: 1

Ironi K. Shmona: 2013-2014
- Supercoppa d'Israele: 1

Ironi K. Shmona: 2015